# Ctinští ze Ctiněvsi
Ctinští ze Ctiněvsi bylo jméno staročeské vladycké rodiny, která se jmenuje podle vesnice Ctiněves nacházející se pod Řípem.

## Historie
Prvním členem připomínaným z tohoto rodu byl Janek, jenž v roce 1432 své věno ve Ctiněvsi ukázal své manželce Dorotě. Ještě se připomíná roku 1458. Jeho syn Mikuláš seděl na Ctiněvsi se svou manželkou Annou v letech 1500–1514. Po něm se připomínají v roce 1521 jeho bratři Jan a Bohuněk, kteří prodali své panství v Mělnickém Vtelně, ale už v roce 1543 byli mrtví. Okolo roku 1542 se objevují bratři Vilém, Řehník a Adam, z nichž posledním vlastníkem Ctiněvsi byl Adam a roku 1544 ji vložil do zemských desk. Z důvodu stáří přenechal svůj statek v roce 1558 synovi Mikuláši. Mikuláš zemřel před rokem 1578 a zanechal dcery Annu a Johanku, obě vdané do rodu Zapských ze Zap. Anna seděla na Běchovicích, prodala roku 1578 svoji polovinu Ctiněvsi a získala statek Vinoř u Prahy, a na kterém před rokem 1592 zemřela. Johanka zemřela roku 1593, odkázala svoji polovici Ctiněvsi a Vinořický statek, který zdědila po sestře, svému manželu Bedřichu Zapskému ze Zap, ten koupil v roce 1578 druhou půlku od Anny. Od té doby se Ctinští nikde neobjevují.

## Erb
Erb tvořil štít, na němž je umístěna beraní hlava s rohy, a totéž mají v klenotu. Ve starších dobách měli v klenotu jen beraní rohy a štít byl seshora dolů na půl rozdělen.